# Đoàn Thêm
Ðoàn Thêm (5 tháng 11 năm 1915 – 8 tháng 8 năm 2005) là nhà luật học, nhà báo, nhà thơ và nhà văn người Việt Nam, từng là công chức từ thời Pháp thuộc sang thời Việt Nam Cộng hòa. Về sau ông di cư sang Canada sinh sống cho đến cuối đời.

## Tiểu sử
Ðoàn Thêm sinh ngày 5 tháng 11 năm 1915 (có người nói là ngày 27 tháng 9 năm 1916) tại làng Hữu Thanh Oai, huyện Thanh Oai, tỉnh Hà Đông, Bắc Kỳ, Liên bang Đông Dương. Cha tên Đoàn Triển là cử nhân khoa Bính Tuất năm Đồng Khánh nguyên niên thời Nguyễn.
Hồi còn trẻ ông từng vào học Trường Trung học Bảo hộ Hà Nội, đậu bằng tú tài Pháp-Việt rồi về sau theo học ngành luật. Ông tốt nghiệp cử nhân luật tại Viện Đại học Đông Dương vào thập niên 1940. Sau đó ông gia nhập hệ thống công vụ của chính quyền thuộc địa.
Trong kháng chiến chống Pháp, ông tản cư ra vùng tự do cho đến khoảng năm 1951 thì hồi cư về Hà Nội. Sau Hiệp định Genève năm 1954, ông bỏ vào Sài Gòn làm việc hành chánh tại văn phòng Phủ Thủ tướng Quốc gia Việt Nam dưới quyền Ngô Đình Diệm. 
Dưới thời Đệ Nhất Cộng hòa, ông giữ chức vụ Đổng lý Văn phòng Phủ Tổng thống Việt Nam Cộng hòa. Sau cuộc đảo chính năm 1963, ông từ bỏ sự nghiệp công chức và dấn thân vào nghề viết văn làm báo. Dưới thời Đệ Nhị Cộng hòa, ông thường cộng tác viết bài cho các tạp chí như Bách Khoa, Văn Hóa và nhật báo Chính Luận. Trong thập niên 1960, có lúc ông được trao Giải thưởng Văn chương Toàn quốc nhưng từ chối.
Năm 1985, ông được nhà nước cộng sản Việt Nam cho phép đinh cư cùng con cháu tại Canada.
Ông qua đời ngày 8 tháng 8 năm 2005 ở Canada, hưởng thọ 90 tuổi.

## Tác phẩm

### Ký sự
- Những ngày chưa quên
- Những ngày muốn quên
- Lược khảo về chánh đảng
- Lược khảo về hiến pháp các nước Á Đông
- 1965 Việc từng ngày, Cơ sở Xuất bản Phạm Quang Khai, 1968.
- 1966 Việc từng ngày, Cơ sở Xuất bản Phạm Quang Khai, 1968.
- 1967 Việc từng ngày, Cơ sở Xuất bản Phạm Quang Khai, 1968.
- 1968 Việc từng ngày, Cơ sở Xuất bản Phạm Quang Khai, 1969.
- 1969 Việc từng ngày, Cơ sở Xuất bản Phạm Quang Khai, 1971.
- Hai mươi năm qua: Việc từng ngày (1945–1964), Nam Chi Tùng Thư, 1966.[5]

### Văn nghệ
- Taj Mahal (thơ)
- Nhạc dế (thơ, 1960)
- Vườn mây (thơ, 1961)
- Hòa âm (thơ, 1961)
- Tìm kiểu hội họa (1965)
- Tìm đẹp (nghị luận hội họa, 1964)
- Từ Thức hay là kẻ tìm đường (thơ, 1959)
- Quan niệm sáng tác thơ (theo lời thi nhân và học giả Tây phương, 1962)